# Signore e signora
Signore e signora è un varietà televisivo del 1970 con Delia Scala e Lando Buzzanca.

## Produzione
La trasmissione era incentrata sulle vicende di una coppia di coniugi, una lei ("Ciccina") e un lui ("Ciccino") in perenne contrasto (con tanto di intromissioni da parte delle consuocere Clelia Matania e Paola Borboni). Gli stessi due attori protagonisti interpretavano, in analogia, anche una coppia di rozzi contadini ciociari e una di altezzosi aristocratici inglesi. Nel suo insieme, Signore e signora era una semiseria, ma azzeccata analisi di costume del matrimonio "moderno". E al passo coi tempi presentava, in particolare, una figura di donna moderna, autonoma e di carattere, uscendo dallo stereotipo della moglie o sottomessa al suo uomo, o bisbetica e prevaricatrice.
Il programma era un varietà che conteneva anche un'idea di ciò che in anni successivi verrà chiamata sitcom; era strutturato in dialoghi con lo spettatore, scenette comiche, musiche e balletti. Conduttori, e protagonisti delle scenette, erano Delia Scala (Ciccina) e Lando Buzzanca (Ciccino), affiancati da Clelia Matania e Paola Borboni nel ruolo delle consuocere. Gli autori erano Antonio Amurri e Maurizio Jurgens, la regia era di Eros Macchi, le musiche di Franco Pisano.
All'epoca, la protagonista femminile Delia Scala era già molto nota e apprezzata dal pubblico televisivo. Per Lando Buzzanca invece la trasmissione, nella quale mise in mostra tutte le sue qualità comiche, si rivelò un grande trampolino di lancio, soprattutto nel cinema ma anche alla radio, consentendogli di uscire dal cliché da caratterista nel quale era utilizzato in quegli anni. La sua battuta "mi vien che ridere", diventerà un simpatico tormentone.
Ospiti d'onore erano la coppia Paolo Panelli e Bice Valori. La sigla di coda era L'amore non è bello se non è litigarello di Jimmy Fontana.
Lo show andò in onda mentre il parlamento discuteva la legge sul divorzio.

## Trasmissione
Signore e signora fu trasmesso in 7 puntate dal 10 gennaio al 7 marzo 1970; andava in onda il sabato sul programma nazionale.

## Riproposizione di personaggi nella trasmissione radiofonicaGran varietà
Un mese dopo la fine della trasmissione televisiva, Antonio Amurri e Maurizio Jurgens riproposero, con i medesimi attori, i personaggi degli altezzosi aristocratici industriali inglesi, marito e moglie, abituati ad alzarsi tardi alla mattina alle prese con le rivendicazioni dei lavoratori per migliori condizioni di vita, nel programma radiofonico Gran varietà, tra aprile e giugno del 1970. Buzzanca in particolare ottenne un successo tale da essere confermato in quella trasmissione anche nelle stagioni successive con i personaggi grotteschi del contadino "Buzzurro", quindi il "Buzzanco" per finire con il "Pecoraro dell'Apiro".
Elenco degli sketch:
- Il bracciante e gli scolari (12 aprile 1970)
- Il premio agli operai (19 aprile 1970)
- Padroni e lavoratori (26 aprile 1970)
- La cerimonia dei pensionati (3 maggio 1970)
- Aiuti ai terremotati (10 maggio 1970)
- I corredini dono e la mensa aziendale (17 maggio 1970)
- Il premio di operosità (24 maggio 1970)
- Visita di conforto (31 maggio 1970)
- Rapporti umani (7 giugno 1970)
- Madri operaie e addetti alla miniera (14 giugno 1970)
- Vedove aziendali e operai immigrati (21 giugno 1970)
- Le dame benefattrici (28 giugno 1970)